# Kafr as-Sudan
Kafr as-Sudan (arab. ‏كفر السودان‎) – miejscowość w Egipcie, w muhafazie Kafr asz-Szajch. W 2006 roku liczyła 3629 mieszkańców.